# Comunitats Sefardita i Oriental
Comunitats Sefardita i Oriental (hebreu: ספרדים ועדות מזרח‎, transliterat: Sefaradim ve-Edot Mizrah) fou un partit polític d'Israel i un dels antecessors de l'actual partit Likkud.
El partit Comunitats Sefardita i Oriental pretenia representar els jueus sefardites i mizrahim que vivien a Israel en el moment de la independència, i que va formar part del Minhélet ha-Am i del govern provisional d'Israel el 1948-1949.
Sota el títol complet de la Llista d'Unitat Nacional de Comunitats Sefardita i Oriental, el partit va obtenir el 3,5% dels vots i quatre escons a les eleccions per al primer Kenésset el 1949. Representat per Moshe Ben-Ami, Eliyahu Eliashar, Avraham Elmalih i Bechor-Shalom Sheetrit, es van unir al govern com un soci de la coalició del cap de Mapai, David Ben-Gurion, amb Sheetrit nomenat Ministre de Policia.
Per a les eleccions del 1951, el partit va canviar el seu nom per Llista de les Comunitats Sefardita i Oriental, Veterans i Immigrants. No obstant això, van perdre al voltant de la meitat del seu percentatge de vots (1,8%) i la meitat dels seus escons, amb només dos escons. Només Eliashar va conservar el seu seient, amb Binyamín Sasson com a segon. Aquesta vegada no es van unir al govern.
El 10 de setembre de 1951 el partit es va fusionar amb els Sionistes Generals, el segon partit més gran en la Kenésset i breument, un membre de la coalició de govern que componen els governs quart i cinquè (tot i que van ser expulsats del sisè després d'abstenir-se en una moció de no confiança).
Alguns membres del partit no estaven contents amb la unió amb els Sionistes Generals i es van separar del nou partit. Es va presentar a les eleccions de 1955 i 1959, però no va aconseguir un escó.
Més tard, el Sionistes Generals es van fusionar amb el Partit Progressista per formar el Partit Liberal, que va ser breument el tercer més gran d'Israel, abans de fusionar-se de nou amb Herut per formar Gahal, que finalment va esdevenir el Likkud.